# 飛騨川

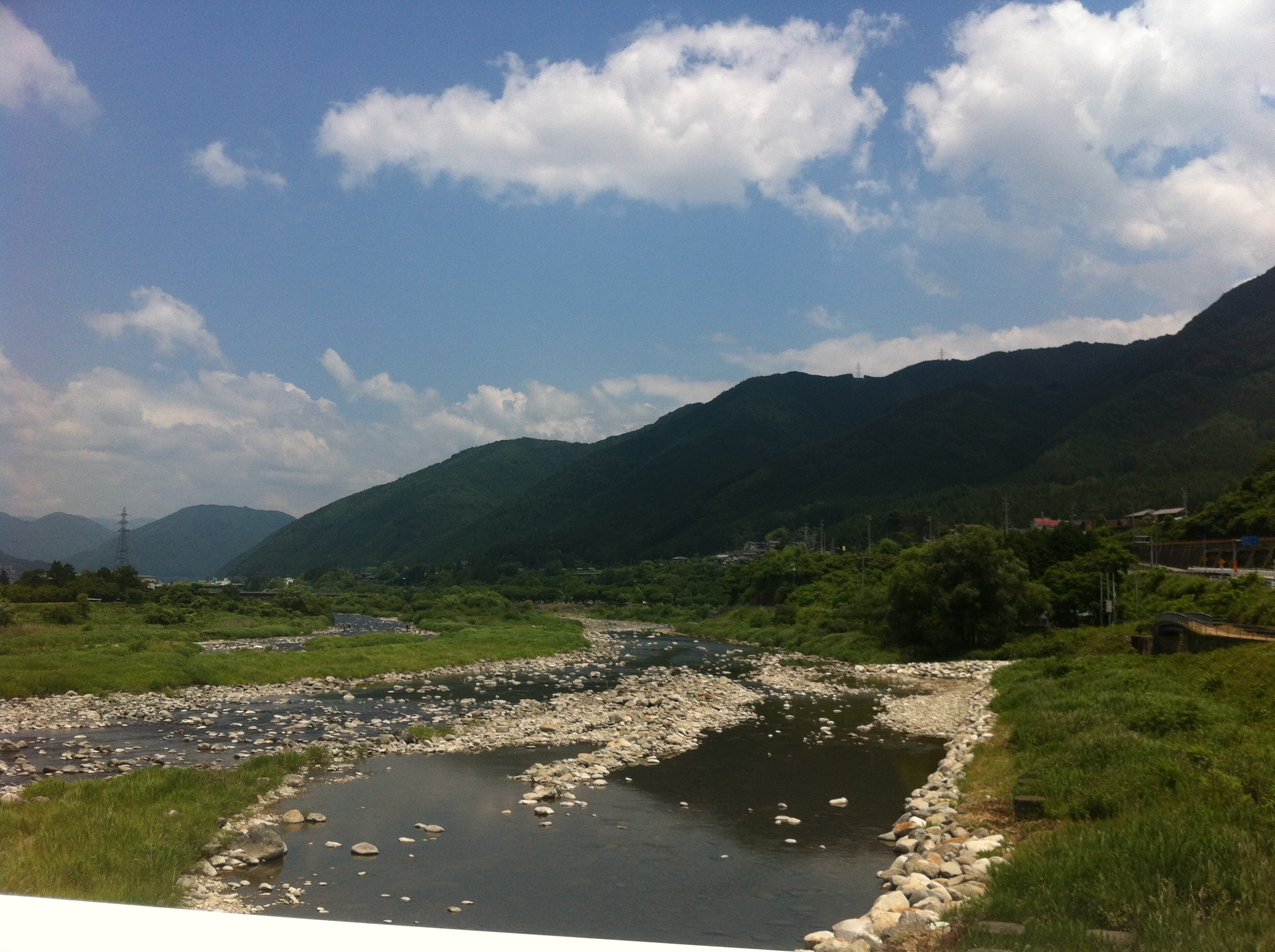
下呂市萩原町地内

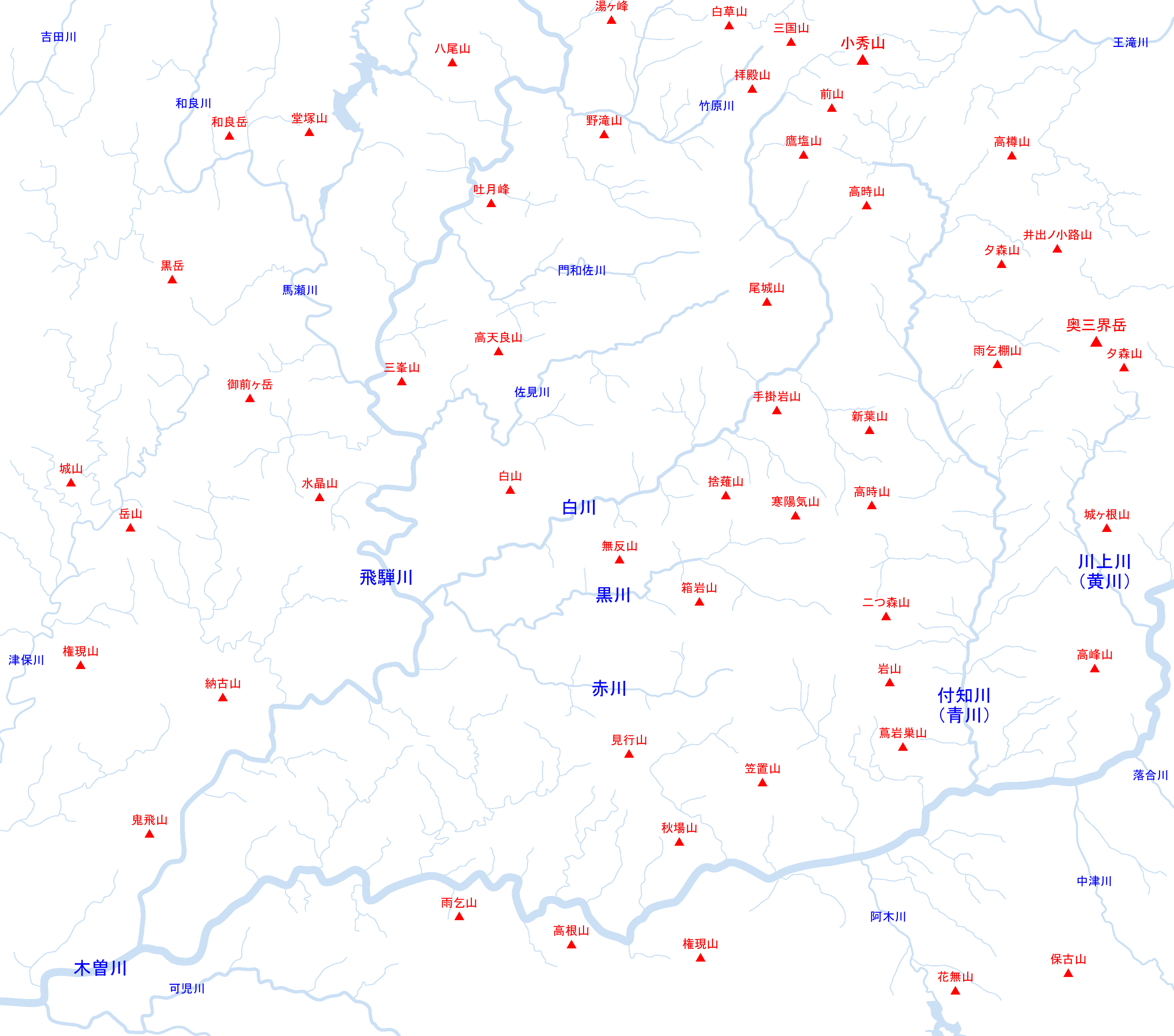
東濃五色川とその周辺の地理

飛騨川（ひだがわ）は、木曽川水系の一級河川。岐阜県高山市・下呂市・加茂郡白川町・加茂郡八百津町・加茂郡七宗町・加茂郡川辺町・美濃加茂市を流れる。木曽川本川に合流する1次支川。

## 概要

### 地理
岐阜県高山市高根町の飛騨山脈の乗鞍岳南麓を水源とし、美濃加茂市川合町付近で木曽川に合流する。幹線流路延長147.5キロメートル、うち河川法区域は136.8キロメートル。木曽川最大の支流である。支流を含めた流域圏域の年平均降水量は2000㎜-2500㎜、人口は約11万人（2000年）である。
上流部では高根第一ダムで日和田川、高山市朝日町黒川付近で秋神川、下呂市小坂町付近で小坂川、下呂市萩原町四美付近で山之口川、下呂市三原付近で竹原川など大小多数の支流を合流させながら流れる。下呂中心部を過ぎると、馬瀬川が合流する下呂市金山町付近までの28キロメートルは中山七里の峡谷を通る。
美濃に入り、白川が合流する加茂郡白川町河岐付近から、神淵川が合流する加茂郡七宗町上麻生付近までの区間は飛水峡に相当する。加茂郡川辺町付近からは谷の幅が広がり、河岸段丘の発達もみられる。その後、太田盆地へと出て木曽川合流点に至る。
なお、「飛騨川」の名称は古くは主に馬瀬川との合流点以下の美濃国の地域で用いられた言葉で、国境から下呂市小坂町付近までの地域では「益田川（ましたがわ）」、さらに上流側では「阿多野川（あだのがわ）」と呼ばれた。現在では国土地理院および河川法においても、全区間が「飛騨川」に統一されている。

### 景勝地
飛騨川には前述したように中山七里・飛水峡の他に藤倉峡が存在しており、下呂市から美濃加茂市までの区間の大部分が飛騨木曽川国定公園に指定されている。飛水峡の岩場にある甌穴群は、国の天然記念物に指定されている。また、上麻生駅1キロメートルほど下流では、川岸の岩場の礫から「上麻生礫岩」と呼ばれる日本最古の石が発見されており、日本最古の石博物館で常設展示されている。
また流域には、下呂温泉・湯屋温泉・白川温泉などの温泉郷が点在している。

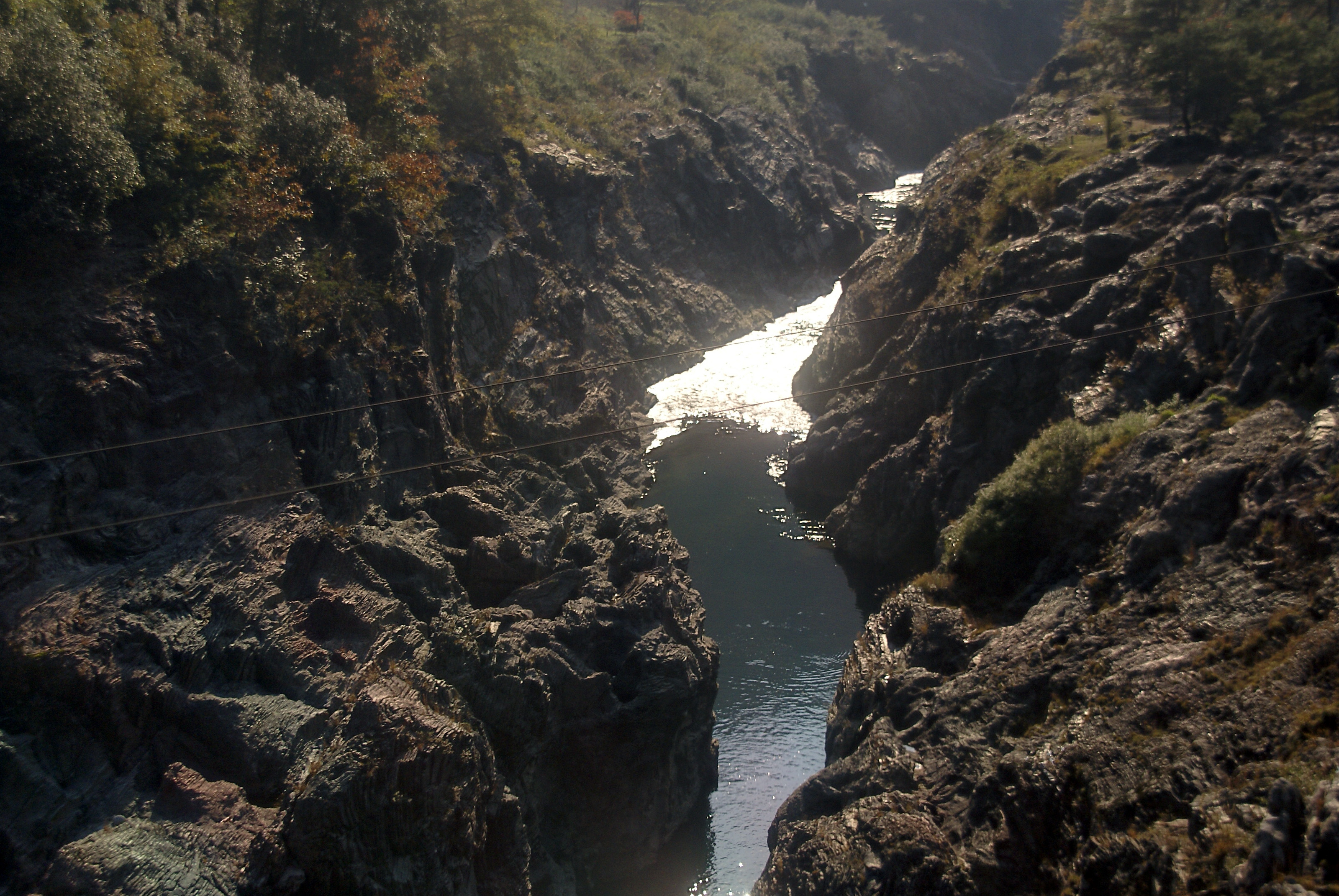
飛水峡

### 交通網
飛騨川に沿って国道41号が美濃加茂市から高山市久々野町まで通過しているが、異常気象時には通行止めになる区間が多い。1968年（昭和43年）8月、乗鞍岳登山に向かう観光バス15台中2台が折からの昭和43年台風第7号による豪雨で発生したがけ崩れの直撃を受け、上麻生ダム直下流地点の飛騨川に転落した。この飛騨川バス転落事故は日本のバス事故史上最悪の惨事となり、乗員・乗客107人中104人が死亡した。現在事故地点には「天心白菊の塔」という慰霊碑が建立され、上麻生ダム管理所の職員によって清掃・献花が行われている。

## 歴史
江戸時代には飛騨地方の木材の運搬に飛騨川が利用された。『濃州徇行記』には
船もこれより下へは往来する也，上は激湍多く処々に巌石水中に欹ち，筏・船共に往来する事かたく，材木は一本づつ，流れ下しにし，偶平流には渡筏・渡航あるのみ，此湊は川幅広く平流にして材木を留るによき処也，筏乗の株は五十六前あり，船は大廿艘・小十艘あり，是は岡荷物又は炭・薪・葺板・挽板類をあづかり—『濃州徇行記』
とあり、比較的流れの緩やかな上麻生湊まで川船が往来していたことがうかがえる。

### 災害
人家や事業所が集まる旧萩原町や旧下呂町の川沿いの地域は飛騨川の氾濫原にあたり、たびたび洪水被害に見舞われてきた。1958年7月、総雨量700㎜に達する豪雨により、下呂大橋下流左岸が破堤、益田橋・朝霧橋・円通橋が流失、死者1人・家屋流失28件などの被害があった。1983年9月、昭和58年台風第10号にともなう豪雨で溢水や破堤が発生、旧下呂町で床上浸水36戸・床下浸水173戸などの被害が出た。2020年7月8日、下呂市萩原町中呂（左岸）付近で氾濫した。氾濫の数時間前に岐阜県と長野県に大雨特別警報が発表されていた。

## 主な河川施設

### ダム
|            | 名称           | ダム形式                   | 事業者 | 所在地       |
| ---------- | -------------- | -------------------------- | --- | ------------ |
| 飛騨川本川 | 高根第一ダム   | アーチ式コンクリートダム   | 中部電力株式会社 | 高山市       |
| 飛騨川本川 | 高根第二ダム   | 中空重力式コンクリートダム | 中部電力株式会社 | 高山市       |
| 飛騨川本川 | 朝日ダム       | 重力式コンクリートダム     | 中部電力株式会社 | 高山市       |
| 飛騨川本川 | 久々野ダム     | 重力式コンクリートダム     | 中部電力株式会社 | 高山市       |
| 飛騨川本川 | 小坂ダム       | 重力式コンクリートダム     | 中部電力株式会社 | 高山市       |
| 飛騨川本川 | 東上田ダム     | 重力式コンクリートダム     | 中部電力株式会社 | 下呂市       |
| 飛騨川本川 | 瀬戸ダム       | 重力式コンクリートダム     | 中部電力株式会社 | 下呂市       |
| 飛騨川本川 | 下原ダム       | 重力式コンクリートダム     | 中部電力株式会社 | 下呂市       |
| 飛騨川本川 | 大船渡ダム     | 重力式コンクリートダム     | 中部電力株式会社 | 下呂市       |
| 飛騨川本川 | 七宗ダム       | 重力式コンクリートダム     | 中部電力株式会社 | 下呂市       |
| 飛騨川本川 | 名倉ダム       | 重力式コンクリートダム     | 中部電力株式会社 | 加茂郡白川町 |
| 飛騨川本川 | 上麻生ダム     | 重力式コンクリートダム     | 中部電力株式会社 | 加茂郡白川町 |
| 飛騨川本川 | 川辺ダム       | 重力式コンクリートダム     | 中部電力株式会社 | 加茂郡川辺町 |
| 秋神川     | 秋神ダム       | 重力式コンクリートダム     | 中部電力株式会社 | 高山市       |
| 大ヶ洞川   | 大ヶ洞ダム     | 重力式コンクリートダム     | 岐阜県営 | 下呂市       |
| 馬瀬川     | 西村ダム       | 重力式コンクリートダム     | 中部電力株式会社 | 下呂市       |
| 馬瀬川     | 岩屋ダム       | ロックフィルダム           | 独立行政法人水資源機構 中部電力株式会社 | 下呂市       |
| 馬瀬川     | 馬瀬川第二ダム | 重力式コンクリートダム     | 中部電力株式会社 北緯35度26分46秒 東経137度03分09秒 / 北緯35.446241度 東経137.052444度座標: 北緯35度26分46秒 東経137度03分09秒 / 北緯35.446241度 東経137.052444度 | 下呂市       |

### 主な橋
上流部で並行する国道361号は御前大橋・龍宮橋・中洞大橋・下之向橋・南嶺大橋など、中流部以下で並行する国道41号は七宗橋・飛泉橋・七曲橋・鷲原橋・七里橋・不動橋・帯雲橋・門坂大橋・小原橋・長淀橋などが架かる。
- 青柳橋（岐阜県道350号）
- 青柳大橋
- 飛騨川大橋（東海環状自動車道・国道475号）
- 新山川橋（国道418号）
- 川辺大橋（岐阜県道64号）
- 白川橋
- 金山橋（岐阜県道438号）
- 中原大橋（岐阜県道432号）
- 六ツ見橋（岐阜県道440号）
- いで湯大橋
- 円通橋
- はぎわら大橋（国道257号）
- 益田橋
- 朝霧橋
- 飛騨川大橋
- 浅水大橋（岐阜県道98号）
- 浅水（あさんず）橋 - 歩行者用（人道橋）の吊橋

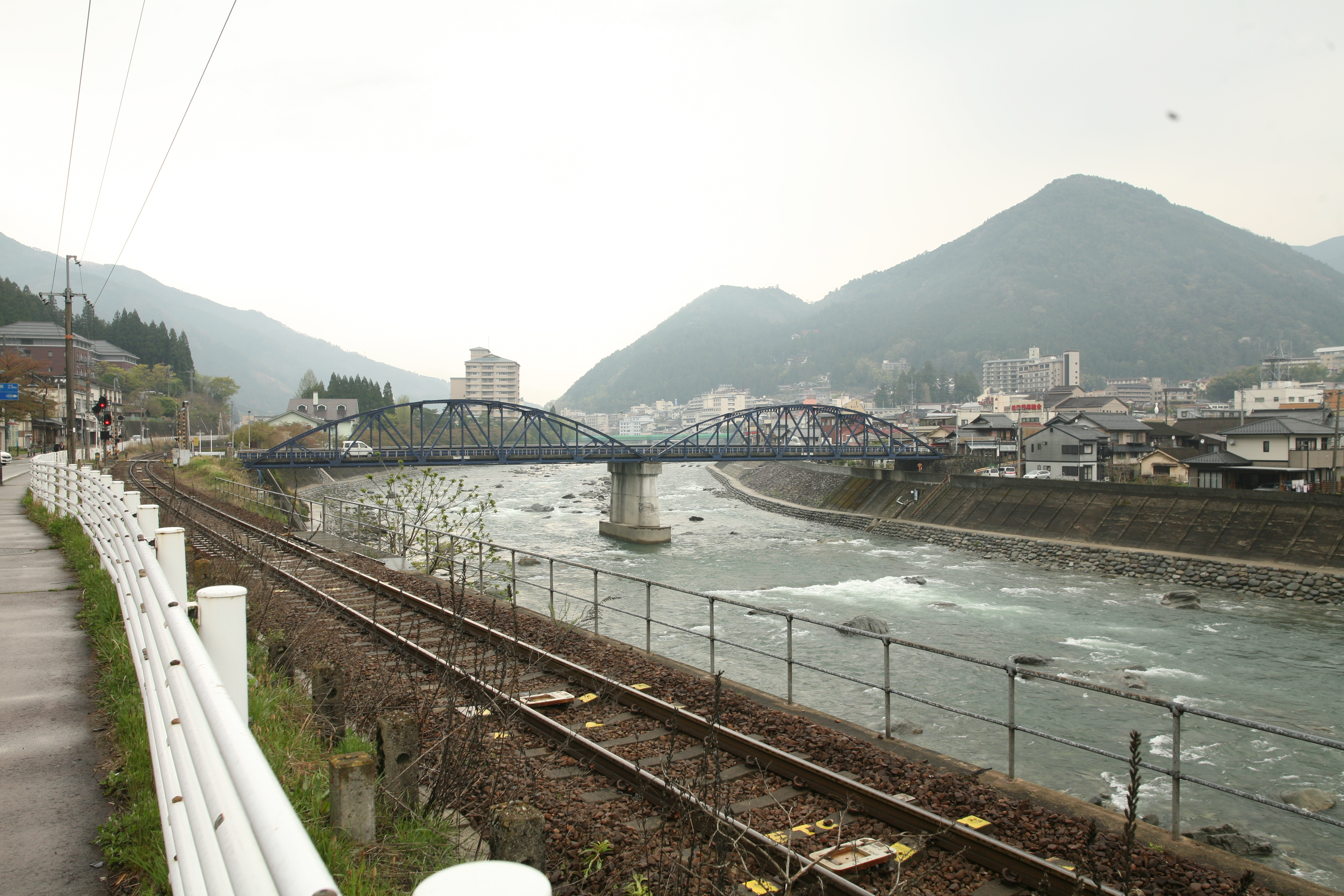
六ツ見橋
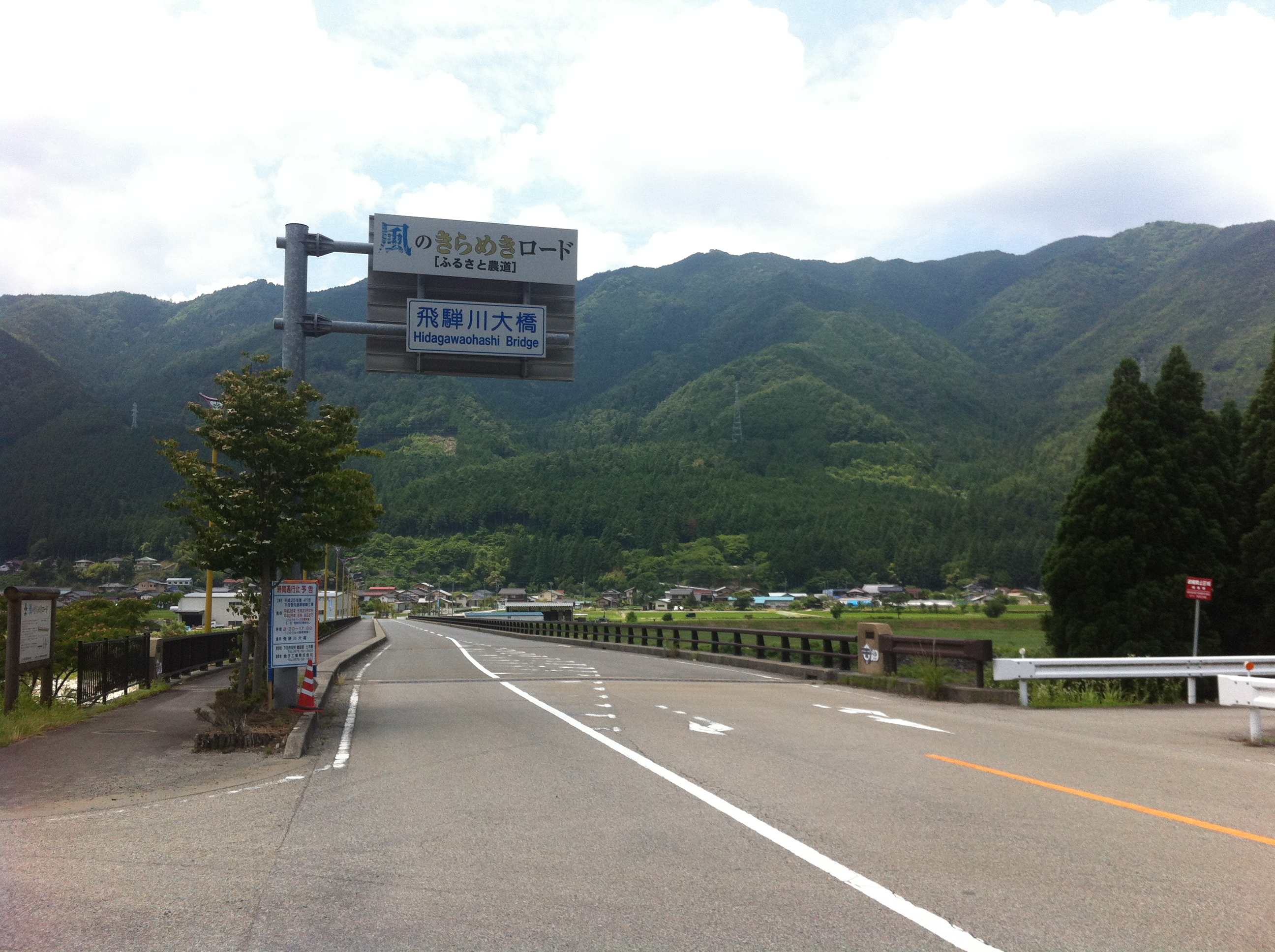
飛騨川大橋